# Nandeva chilena
Nandeva chilena är en tvåvingeart som beskrevs av Wiedenbrug, Reiss och Ernst Josef Fittkau 1998. Nandeva chilena ingår i släktet Nandeva och familjen fjädermyggor. Inga underarter finns listade i Catalogue of Life.